# Sofiivka, Zhurivka
Sofiivka (în ucraineană Софіївка) este un sat în comuna Voikove din raionul Zhurivka, regiunea Kiev, Ucraina.

## Demografie
Componența lingvistică a localității Sofiivka
     Ucraineană (96,4%)
     Belarusă (2,52%)
     Rusă (1,08%)
Conform recensământului din 2001, majoritatea populației localității Sofiivka era vorbitoare de ucraineană (96,4%), existând în minoritate și vorbitori de belarusă (2,52%) și rusă (1,08%).